# Contea di Iron (Utah)
La contea di Iron, in inglese Iron County, è una contea dello Stato dello Utah, negli Stati Uniti. Il capoluogo è Parowan.

## Geografia fisica
La contea si trova nella parte sud-occidentale dello Stato. Nella parte occidentale il territorio è arido nel deserto di Escalante e nel Gran Bacino, mentre a est ci sono altipiani ricchi di foreste.
Nella contea si trovano diverse aree nazionali protette, tra cui il monumento nazionale di Cedar Breaks, la foresta nazionale di Dixie e il parco nazionale di Zion.
Parte della contea ospita la Southern Paiute Indian Reservation.

### Contee confinanti
- Contea di Beaver - nord
- Contea di Garfield - est
- Contea di Kane - sud-est
- Contea di Washington - sud
- Contea di Lincoln (Nevada) - ovest

## Storia
La zona era abitata da nativi della cultura di Fremont. La contea fu creata nel 1850 e deve il suo nome ai depositi di ferro (iron in inglese) che vi si trovano.

## Comuni

### Cities
- Cedar City
- Enoch
- Parowan

### Towns
- Brian Head
- Kanarraville
- Paragonah

### Census-designated places
- Beryl Junction
- Cedar Highlands
- Modena
- Newcastle
- Summit